# Горки (Любилковский сельский округ)
Горки — деревня в Ростовском районе Ярославской области России.
В рамках административно-территориального устройства входит в Любилковский сельский округ, в рамках организации местного самоуправления — в Петровское сельское поселение.

## География
Деревня находится в юго-восточной части области, в зоне хвойно-широколиственных лесов. 
Расположена близ реки Сара на левом её берегу, к западу от автодороги М8, в 4 км на запад от посёлка Петровское и на расстоянии примерно 24 км к юго-юго-западу от города Ростова, административного центра района. 
Абсолютная высота — 130 метров над уровнем моря.

### Климат
Климат характеризуется как умеренно континентальный, с умеренно холодной зимой и относительно тёплым влажным летом. Среднегодовая температура воздуха — +3,4 °C. Средняя температура воздуха самого холодного месяца (января) — −11,1 °C (абсолютный минимум — −46 °C); самого тёплого месяца (июля) — +17,3 °C (абсолютный максимум — +36 °C). Годовое количество атмосферных осадков составляет 500—600 миллиметров, из которых большая часть выпадает в тёплый период.

### Часовой пояс
Горки, как и вся Ярославская область, находится в часовой зоне МСК (московское время). Смещение применяемого времени относительно UTC составляет +3:00.

## Население
| 1859 | 2007 | 2010 |
| ---- | ---- | ---- |
| 281  | ↘21  | ↘0   |

Динамика численности населения Горки:

## История

### Первое упоминание
Первое известное упоминание Ильинской церкви в селе Горки в церковных документах относится к 1780 году

### Прежние названия
За долгую историю существования, населенный пункт несколько раз менял своё название и статус (тип населенного пункта), о чем сохранились многочисленные письменные подтверждения в различных источниках: от исторических документов, метрических книг и географических карт, хранящихся в частных коллекциях, музеях и архивах городов и областных центров, до воспоминаний современников.
| Название                | Статус  | Известный период или год |
| ----------------------- | ------- | ------------------------ |
| Горки (Нальяново)       | село    | 1859 - 1873              |
| Горки (Нальяновы Горки) | село    | 1880 - 1886              |
| Горки                   | село    | 1898 - 1914              |
| Горки                   | деревня | в наст.время             |

#### Горки (Нальяново)
Село владельческое, при речке Саре, церквей православных 2.
| Год или период | Число дворов | Муж. | Жен. | Всего |
| -------------- | ------------ | ---- | ---- | ----- |
| 1859           | 42           | 144  | 137  | 281   |

#### Горки (Нальяновы Горки)
Село бывшее владельческое, при речке Саре, входило в Дубровскую волость Ярославской губернии. Насчитывало 50 дворов, 275 жителей, 2 церкви православные, красильный завод, картофеле-терочный завод, 2 картофельные сушилки, кренд. кур.
| Год или период | Число дворов | Муж. | Жен. | Всего |
| -------------- | ------------ | ---- | ---- | ----- |
| 1880 - 1886    | 50           | -    | -    | 275   |

#### Горки
Село (№10) Горецкого общества, Горецкого прихода (№31), Дубровской волости (№6), Ростовского уезда Ярославской губернии. 
21-й номер школьного района в уезде по проекту нормальной сети училищ.
| Год или период | Число дворов | Муж. | Жен. | Всего |
| -------------- | ------------ | ---- | ---- | ----- |
| 1908           | 50           | 154  | 153  | 307   |

| Год  | Источник данных                        | Число дворов (Домохозяйств) | Жилых построек | Холостых построек |
| ---- | -------------------------------------- | --------------------------- | -------------- | ----------------- |
| 1898 | Сведения сельских старост              | 46                          | -              | -                 |
| 1897 | Данные волостных правлений             | 53                          | -              | -                 |
| -    | Сведения приходских священников        | 53                          | -              | -                 |
| 1901 | Сведения страхового отдела губ. управы | 54                          | 54             | 91                |

### Церкви и церковные здания
Церквей в селе Горки было две:

#### Федоровская церковь
Каменная, одноглавая, зимняя, прочная, с каменной колокольней, построенная в 1807 году усердием Федора Ивановича Языкова
Два престола: 
- во имя Св. Великомученика Феодора Стратилата,
- во имя Святителя Дмитрия Ростовского Чудотворца.

#### Ильинская церковь
Деревянная, на каменномъ фундаменте, летняя, прочная, построена прихожанами в 1869 году на месте прежде бывшей и сгоревшей церкви
Один престол:
- во имя Св. Пророка Илии.

Первая деревянная Ильинская церковь была построена не позднее 1780 г, так как с сего года имеются все церковные документы.

#### Часовня
Часовня в селе была одна: 
- деревянная, крытая железомъ, построенная въ с. Горках. Дата постройки неизвестна.[9]

#### Церковно-приходская школа
В приходе была церковно-приходская школа, построенная в 1896 г. крестьянином с. Горок - Николаем Николаевичем Щениковым.

### Приходы

#### Приход до 1877г
В приходе числилось 321 м. и 317 ж.; из них в селе Горках 154 м., 153 ж.; в деревнях: Никитино — 54 муж., 61 ж.; Осокино — 73 м., 75 ж.; Копорье — 24 м, 19 жен., и на двухъ водяных мельницах 16 муж. и 9 жен.

#### Петровский приход (1877г)
В Петровском приходе в заштатном городе Петровске состояли: 
- Церкви:

1. Петропавловская в Петровске (соборная),
2. Феодоровская въ селе Горках и
3. Никольская в погосте Никольском на Печегде.

- Кроме городских обывателей, жители:

1. села Горок,
2. деревень: Никитина, Копорья, Осокина, Гусарникова, Щипачева, Носкова, Маурина и Солоти.[15]

#### Горецкий приход (1901г)
По документам за 1901 год село Горки уже входило в Горецкий приход (№31).

### Принадлежность/подчиненность

#### Ярославская губерния
В 1796г. село было частью Петровского уезда.
В конце XIX — начале XX село входило в состав Дубровской волости Ростовского уезда Ярославской губернии. В 1885 году в селе было 50 дворов.

#### Ярославская область
С 1929 года село входило в состав Петровского сельсовета Ростовского района, в 1935—1959 годах — в составе Петровского района, с 1943 года — в составе Любилковского сельсовета, с 1990-х годов — Любилковского сельского округа. В рамках организации муниципального устройства с 2005 года входит в сельское поселение Петровское.

### Промышленность
В последней четверти XIX века Ярославская губерния занимала лидирующее положение в России по производству крахмала и патоки. В 1890 году в Рязанской губернии было выработано 186 тыс. пудов патоки, в Тульской – 190, в Костромской – 196, в Ярославской – 316 тыс. пудов.

#### Красильный завод
Сохранилось упоминание о красильном заводе в селе Горки (Нальяновы Горки) во времена 1880 - 1886гг.
Красильный завод не сохранился до нашего времени.

#### Картофельные сушилки
Сохранилось упоминание о двух картофельных сушилках в селе Горки (Нальяновы Горки) во времена 1880 - 1886гг.
Картофельные сушилки не сохранились до нашего времени.

#### Картофеле-терочный завод
Сохранилось упоминание о картофеле-терочном заводе в селе Горки (Нальяновы Горки) во времена 1880 - 1886гг.
Также, в Государственном архиве Ярославской области, в Фонде №80 и Описи №1 и №1-2, находятся два Дела:
1. Дело №1454: "Дело по прошению крестьянина Алексея Егоровича Челнокова о разрешении постройки картофеле-терочного завода на земле причта церкви села Горка Дубровской волости Ростовского уезда." от 1899 года.[17]
2. Дело 1502: "Дело по прошению крестьянина Дмитрия Григорьевича Чубракова о разрешении производства работ в картофеле-терочном заведении на р. Саре при селе Горки, Добровской волости Ростовского уезда." от 1900 года.[18]

Картофеле-терочный завод не сохранился до нашего времени.

#### Кирпичный завод
В Государственном архиве Ярославской области, в Фонде №485 и Описи №4, находится Дело:
1. Дело 1909: "Описание кирпичного завода находящегося в Ростовском уезде Дубровской волости дер. Горки за 1901 год."[19]

Кирпичный завод не сохранился до нашего времени.

## Достопримечательности

### Памятный крест
Место разрушенной в сер. XX в. Федоровской церкви, в наши дни отмечено установленным памятным крестом.

### Мемориал ВОВ
Расположен на въезде в населенный пункт, на площади в тени двух елей. Огорожен декоративной изгородью.

## Инфраструктура

### Водоснабжение

#### Водоемы
Помимо реки Сары, на территории населенного пункта имеется два больших пруда - "Верхний" и "Нижний", расположенные в соответствующих частях населенного пункта. А также два малых пруда - ныне сильно заросших, не ухоженных и недоступных.

#### Колодцы
Известно не менее чем о двух колодцах на территории деревни.

### Электроэнергия
Все жилые дома населенного пункта электрифицированы. Дорога в деревне освещается фонарями. Также на территории имеется две КТП - Комплектные трансформаторные подстанции наружной установки.

### Связь
При въезде в населенный пункт расположен таксофон бесплатной экстренной связи.

### Дороги
Дорога до самого населенного пункта и на его территории имеет гравийное покрытие. Старые дороги соединяющие близлежащие села сильно заросли и более непригодны для проезда по ним, за исключением спецтехники.

### Мосты
Из двух существовавших мостов, на сегодняшний день остался только один - Подвесной ("Висячий") мост через реку Сару, ведущий на правый берег реки к деревне Никитино Барское.

### Погост
Горецкий погост (кладбище) неплохо сохранилось и доступно для посещения.